# Španělská monarchie
Španělská monarchie (španělsky: Monarquía Española) je monarchický systém, který hlavou státu Španělska činí dědičného panovníka zvaného španělský král. Král je limitován ústavou, monarchie je tedy konstituční. Pravomoci krále silně omezila zejména ústava z roku 1978. Ta zároveň definovala krále jako živoucí personifikace a ztělesnění španělského státu a symbol trvalé jednoty Španělska. Král je také označen za „rozhodce a moderátora“ španělských státních institucí. Ústava též kodifikuje použití královských titulů, královské výsady, nástupnictví, zástupnost a regentství v případech monarchovy nezletilosti nebo nezpůsobilosti. Podle ústavy má být panovník také nápomocný při podpoře vztahů s „národy své historické komunity“, čímž jsou míněny národy bývalého Španělského impéria. Španělský král skutečně automaticky slouží jako prezident Organizace iberoamerických států, která zastupuje více než 700 000 000 lidí ve čtyřiadvaceti členských zemích po celém světě. Španělská monarchie je ústavně označována také jako Koruna (španělsky: La Corona) a zahrnuje vládnoucího panovníka, královskou rodinu a královskou domácnost, která podporuje panovníka při výkonu jeho povinností. Současným panovníkem je od 19. června 2014 Felipe VI., který nastoupil na trůn po abdikaci svého otce Juana Carlose I. Španělská monarchie má své kořeny ve Vizigótském království založeném po pádu Západořímské říše. Ovlivnila světové dějiny tím, že španělští králové iniciovaly zámořské objevy 15. století. Španělská královská instituce má mezi ostatními světovými monarchiemi jeden z nejnižších rozpočtů (například roku 2021 činil oficiální rozpočet španělské monarchie 8,4 milionu eur). Tyto údaje jsou ale relativní, neboť některé výdaje královského domu hradí vláda a její jednotlivé resorty. Španělský král sídlí v Královském paláci v Madridu. K dispozici má ale řadu dalších prostor, které různí panovníci využívají v různé míře, dle svých preferencí - k takovým sídlům patří Palác Zarzuela, palác El Pardo, palác Marivent na Mallorce ad.

## Pravomoci
Největší politickou roli španělský panovník sehrává při sestavování španělských vlád, především při jmenování předsedy vlády. Po parlamentních volbách se král setká a vede rozhovory s vůdci politických stran zastoupenými v Generálních kortesech a poté se radí s předsedou Kongresu, který zastupuje celé kortesy. Poté král prostřednictvím předsedy Kongresu nominuje předsedu vlády. Podle ústavy může panovník nominovat kohokoli, koho uzná za vhodného. Z pragmatických důvodů (aby vláda získala důvěru parlamentu) a vzhledem k ustanovení ústavy, které krále žádá "podporovat demokratický proces", navrhne na premiéra obvykle politického vůdce, jehož strana má v Kortesech nejvíce křesel. Od roku 1978 tomu tak bylo vždy. Král obvykle oznámí svého kandidáta den po všeobecných volbách. Jmenovat premiérem může ale král kandidáta teprve získá-li důvěru parlamentu. Stane-li se tak, je jmenován dle tradice v Přijímacím salónu (Salón de Audiencias) v paláci Zarzuela. Pokud králův nominant v hlasování o důvěře neuspěje, do 48 hodin stejný kandidát o důvěru požádá znovu. Neuspěje-i ani napodruhé, král znovu zahájí jednání se zástupci politických stran a předloží nového kandidáta pro hlasování o důvěře. Jestliže během dvou měsíců nezíská důvěru parlamentu, král parlament rozpustí a vyhlásí nové všeobecné volby. Jakmile je předseda vlády jmenován, navrhne ministry, které král jmenuje. Král je i odvolává, ale na premiérovu žádost. Žádný ministr nesmí nastoupit do funkce, dokud nesloží přísahu, ve které slibuje nejen věrnost ústavě, ale i loajalitu vůči králi. Král může předsedat schůzím vlády, ale Juan Carlos I. nastavil zvyklost, že se tak děje jen jednou nebo dvakrát ročně, zejména při slavnostních příležitostech. Král se však každý týden schází s předsedou vlády, obvykle v úterý ráno.

## Popularita a kritika
Monarchie se stala předmětem ostré kritiky během finanční krize, zejména v roce 2012, který se pro monarchii stal jakýmsi „annus horribilis“, protože členové královské rodiny byli stále více považováni za neslučitelné se španělským mainstreamem nebo vtahováni do skandálu. Královna Sofie byla v roce 2008 kritizována za to, že v biografii, která byla v tomto roce zveřejněna, neurčitě odhalila své soukromé názory na manželství homosexuálů. V roce 2011 byl králův zeť Iñaki Urdangarin, vévoda z Palmy de Mallorca, obviněn z praní špinavých peněz a zneužití svého spojení s královskou rodinou pro osobní finanční zisk. V dubnu 2012 se králův vnuk, 13letý Froilán, střelil do nohy při tréninku střelby na terč v sídle svého otce, což bylo vyvolalo vzpomínky na podobnou, ale mnohem závažnější nehodu se střelnou zbraní, které byl účasten král v roce 1956. Podle historiků tehdy 18letý Juan Carlos čistil revolver, když nešťastnou náhodou zastřelil svého 14letého bratra Alfonsa.